# Friedens- und Freundschaftsvertrag von Algier
Der Friedens- und Freundschaftsvertrag von Algier zwischen den USA und der Regentschaft Algier, welches zu dieser Zeit unter der Herrschaft des Osmanischen Reiches stand, wurde am 5. September 1795 unterzeichnet.

## Geschichte
1783 begann die neue, und im Vergleich zu Europa, bescheidene Seefahrernation USA, Schiffe unter ihrer eigenen Flagge segeln zu lassen. Am 25. Juli 1785 wurde das erste Schiff, das unter dieser neuen Flagge fuhr, vor Algerien von algerischen Schiffen erobert. Das Schiff stammte aus Boston, fuhr unter Kapitän Isaak Stevens und hieß Maria. Später wurde auch das Schiff Dauphin des Kapitäns O’Brien aus Philadelphia geentert. Zwischen Oktober und November 1793 wurden weitere elf Schiffe geentert. Der amerikanische Kongress sagte am 27. März 1794 Präsident George Washington 700.000 US-Dollar für den Bau von sechs Fregatten gegen die algerischen Piraten zu. Wegen dieser Bedrohung der Schifffahrt wurde damit der Grundstein der US Navy gelegt.

## Bedeutung
Am 5. September akzeptierten die USA einen Vertrag mit der Regentschaft Algier. Demnach sollten die USA, im Gegenzug für die Auslieferung ihrer Geiseln in Algerien und für freie Fahrt unter US-amerikanischer Flagge im Atlantik und im Mittelmeer, einmalig 642.000 Goldstücke und weiterhin jährlich 12.000 osmanische Goldstücke (21.600 US-Dollar) zahlen. Der Vertrag war auf Türkisch verfasst, hatte 22 Artikel und wurde vom Herrscher von Algier Hasan (III) Pascha Dey und einem Abgesandten der USA, Joseph Donaldson Junior, unterzeichnet.

## Artikel 11
Eine besondere Bedeutung hat Artikel 11 des Vertrags gewonnen, der besagt, dass die USA keine christliche Nation sei. In der politischen Auseinandersetzung zwischen Säkularen und christlichen Fundamentalisten in den USA heute wird dieser Artikel von den Vertretern des Säkularismus als Argument herangezogen.